# カオスウォーズ
『カオスウォーズ』は、日本で2006年9月にアイディアファクトリーより発売されたPlayStation 2用ゲームソフト。

## 概要
アイディアファクトリー、アルゼ、アトラス、レッド・エンタテインメント4社のコラボレーション作品。他にも著名なキャラクターデザイナー・メカデザイナー・漫画家などがデザインしたオリジナルキャラクター達や、雑誌「電撃PlayStation」の看板キャラクター“ポリタン”も参戦する。また、セガも協力しておりスタッフロールには同社CSマーケティング部の今井聡の名前がある。尚描き下ろしポスターは当時カプコンに在籍していた西村キヌが手掛けている。
オープニングにSound Horizonの「少年は剣を…」に収録されている「終端の王と異世界の騎士 〜The Endia & The Knights〜」が使われている。

## 登場作品・参戦キャラクター

### アイディアファクトリー
- カオスウォーズオリジナル
  - 日下 兵真（声：伊東隼人）
  - 珠樹 雫（声：片貝まこ）
  - 無堂院 疾風丸（声：岡野浩介）
  - リィン・サンロード（声：川瀬晶子）
  - ウルゼル（声：原田奈美）
  - ラル（声：下野紘）
  - ザード（声：岡野浩介）
  - ルブル（声：細川博之）
  - スルク（声：池崎リョウ）
  - オーヴィア（声：片貝まこ）
  - 厳島 エミリー（声：原田奈美）
  - テッシン（声：相馬康一）
  - MAKO（声：高橋あみか）
  - シェリー（声：櫻井浩美）
  - エンディア（声：ふじたれいこ）
  - 世界の卵
- スペクトラルフォースシリーズ
  - ヒロ（声：宮村優子）
  - 斉藤 小雪（リトル・スノー）（声：高橋あみか）※オリジナルは大本眞基子、「クロニクル」では渡辺明乃
  - 大蛇丸（声：岡野浩介）
  - ガイザン（声：相馬康一）
  - トナティ（声：池崎リョウ）※オリジナルはサエキトモ
- スペクトラルタワー
  - ウェイブ
- ジェネレーションオブカオスシリーズ
  - ウェレス（声：風間勇刀）
- スペクトラルソウルズシリーズ（学園都市 ヴァラノワール含む）
  - ミュウ（声：野中藍）
  - リューンエルバ（声：ふじたれいこ）
- ブレイジングソウルズ
  - ゼロス（声：加藤将之）
- リバースムーン
  - イレス（声：宮本克哉）※オリジナルは皆川純子
- 破滅のマルス
  - 日向 タケル（声：大河望）

### アルゼ
- シャドウハーツII
  - ウル（声：高橋広樹）
  - アリス（声：沢口千恵）
  - カレン（声：櫻井浩美）※オリジナルは長沢美樹
  - ゼペット（声：相馬康一）※オリジナルは糸博
  - ヨアヒム（声：大河望）※オリジナルは西村智博
  - 犬神 蔵人（声：下野紘）
  - アナスタシア（声：川瀬晶子）※オリジナルは今井由香
  - ニコル（声：子安武人）
  - ロジャー

### アトラス
- グローランサー、グローランサーII
  - カーマイン&ティピ（声：千葉進歩、豊口めぐみ）
  - ジュリアン（声：手塚ちはる）
  - ライエル（声：置鮎龍太郎）
- グローランサーIII
  - モニカ（声：南央美）
- グローランサーIV
  - シルヴァネール（声：園崎未恵）
- グローランサーV
  - ゼオンシルト&コリン（声：鈴村健一、又吉愛）
  - メルヴィナ（声：石塚さより）
  - クライアス（声：三木眞一郎）

### レッド・エンタテインメント
- ガングレイヴO.D.
  - グレイヴ（声：なし）※オリジナルは関智一
  - ガリーノ（声：風間勇刀）※オリジナルは池田秀一
  - ミカ（声：川上とも子）
  - 九頭 文冶（声：立木文彦）
  - 屍十二（声：平田広明）
  - ファンゴラム（声：永野広一）
  - ロケットビリー（声：大塚芳忠）
- 新選組群狼伝
  - 土方歳三（声：子安武人）
  - 沖田総司（声：川上とも子）
  - 坂本竜馬（声：櫻井孝宏）
  - 西郷隆盛（声：永野広一）
  - 岡田以蔵（声：土門仁）

### メディアワークス
- 電撃PlayStation
  - ポリタン（声：なし）

## 用語
ナイツ
異世界から来た伝説の戦士たち。50人以上が召喚されている。
リアライズ
ナイツ達が召喚する武器。